# Fallout 3
Fallout 3 ist ein Action-Rollenspiel des US-amerikanischen Spieleentwicklers Bethesda Game Studios in der postapokalyptischen Spielwelt der gleichnamigen Fallout-Spielereihe. Es ist die fünfte Veröffentlichung innerhalb der Serie und nach Fallout und Fallout 2 das dritte Spiel der Hauptserie. Schauplatz ist das durch einen Atomkrieg lebensfeindlich gewordene Stadtgebiet und Umland von Washington, D.C., das der Spielercharakter nach seinem Aufwachsen in einem Atomschutzbunker auf der Suche nach seinem Vater erstmals erkundet. Fallout 3 wurde am 28. Oktober 2008 in den USA und am 31. Oktober 2008 in Europa veröffentlicht. Es wurde über 4,7 Millionen Mal ausgeliefert (Stand: November 2008), in Folge wurden mehrere Download-Erweiterungen veröffentlicht. Zwei Jahre darauf erschien der von Fallout 3 losgelöste Ableger Fallout: New Vegas.

## Handlung

### Hintergrund
Anders als die beiden Vorgänger spielt Fallout 3 nicht an der West-, sondern an der Ostküste der USA in der US-Hauptstadt Washington, D.C. Das Szenario basiert dabei auf einer postapokalyptischen Welt im Jahr 2277. Am 23. Oktober 2077 wurde die Welt durch den „Großen Krieg“, einem zweistündigen nuklearen Schlagabtausch zwischen den USA und China, größtenteils zerstört. Diesem Krieg entkamen nur diejenigen Menschen unbeschadet, die Zuflucht in gigantischen Atombunkern, sogenannten Vaults, fanden; alle anderen kamen entweder ums Leben oder wurden anderweitig in Mitleidenschaft gezogen.
Der Spieler selbst stammt aus der Vault 101, einer von mehreren Vaults im Großraum Washington. Zum Zeitpunkt des Spiels wird die Welt außerhalb der Vault, das sogenannte „Ödland der Hauptstadt“, eine von Ruinen geprägte atomare Wüste, von verschiedenen, häufig verfeindeten Fraktionen mit unterschiedlichen Zielen und einer teils grotesk mutierten Fauna bevölkert. Politische oder gesellschaftliche Strukturen sind praktisch nicht existent, es existiert auch keine offizielle US-Regierung. Menschliche Spuren beschränken sich auf kleine Siedlungen und Lager. Das Stadtgebiet von Washington, D.C. ist Kriegsgebiet.
Die Geschehnisse in Fallout 3 finden dabei in einem Alternativuniversum statt, in dem die menschliche Kultur in den Sicht- und Denkweisen der 1950er-Jahre stehen geblieben ist. Vor allem die Naivität der 50er-Jahre hinsichtlich eines möglichen Atomkrieges ist allgegenwärtig. Ein Großteil der Umgebung als auch das Aussehen der Nicht-Spieler-Charaktere erinnert stark an Mode und Geschmack der 50er. Lediglich im Bereich der Nukleartechnik und der Robotik wurden nennenswerte Fortschritte erzielt, was zu starken Kontrasten führt – auf der einen Seite Lasergewehre, Schwebebahnen und nukleargetriebene Autos, auf der anderen die Lockheed P-80 Shooting Star als Standard-Jagdflieger der U.S. Air Force des Jahres 2077.
Die Welt von Fallout basiert insgesamt stark auf den wirklichen Vorstellungen, welche die Menschen Mitte des 20. Jahrhunderts von der Zukunft hatten.
Das gesamte Spiel präsentiert sich dabei extrem sarkastisch, wenn nicht sogar makaber: Im Vorspann des Spiels sieht man zum Beispiel eine Diashow mit Werbung für die Vaults und Kriegsanleihen, während im Hintergrund I Don’t Want to Set the World on Fire von The Ink Spots zu hören ist. Die Siedler von Megaton siedeln um eine scharfe Atombombe, die jederzeit zünden kann, während der Wachroboter vor dem Tor behauptet, sie sei absolut sicher und man brauche sich keine Sorgen zu machen. Überall im Ödland verteilt stehen sogenannte „Pulowski-Erhaltungsbunker“ – Ein-Personen-„Schutzbunker“ für den atomaren Ernstfall, die eher einer belüfteten Litfaßsäule ähneln und Autos sind durchgängig mit Nuklearmotoren bestückt, die beim geringsten Schaden in spektakulären Explosionen detonieren (und somit jeden kleinen Unfall zu einer sehr ungesunden Sache machen). In der deutschen Version gibt es außerdem ein Nahrungsmittel namens „Steinhartes Falloubst“.

### Hauptstory
Anmerkung: Aufgrund unterschiedlicher Handlungsmöglichkeiten des Spielers kann der Ablauf bestimmter Schlüsselsituationen im Detail variieren. Daher werden hier nur die gleichbleibenden Ergebnisse wiedergegeben.

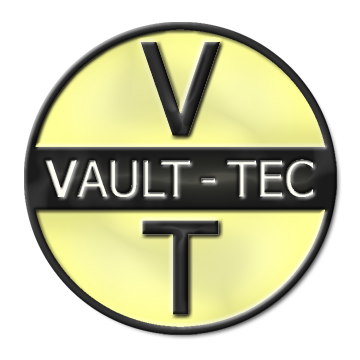
Logo des fiktiven Atomschutzbunkerherstellers VaultTec

Fallout 3 beginnt mit der Geburt des Spielercharakters. Das Spiel führt in drei kurzen Abschnitten durch die Schlüsselszenen der Kindheit, in denen der Spieler seine Spielfigur generiert. Im 19. Lebensjahr des Spielercharakters flieht dessen Vater James ohne sichtlichen Anlass aus der abgeriegelten Vault. In der Vault bricht daraufhin Chaos aus, weil zum einen gefährliche Riesenkakerlaken die Vault heimsuchen, zum anderen weil der vor Wut rasende Aufseher in dieser Flucht eine Gefahr für den Fortbestand der Vault sieht und zu drakonischen Gegenmaßnahmen greift. Diese Gegenmaßnahmen zwingen den Spieler ebenfalls zur Flucht aus der angeblich hermetisch abgeriegelten Vault. In Folge macht er sich auf die Suche nach dem Verbleib seines Vaters.
Ausgehend von der nahegelegenen Stadt Megaton, die um eine im Ortskern befindliche, nicht detonierte Atombombe entstand, erkundet der Spieler das Ödland im Umfeld der ehemaligen Hauptstadt Washington und stößt im Verlauf seiner Suche auf das sogenannte „Project Purity“. Dahinter verbirgt sich ein ehemals ehrgeiziges Vorhaben, einen gigantischen Trinkwasserreiniger zu konstruieren, der das gesamte Ödland mit sauberem Wasser aus einem Wasserbehälter im Jefferson Memorial versorgen sollte. Es wurde maßgeblich von den Eltern des Spielercharakters vorangetrieben, bis mit dem Tod der Mutter und dem Rückzug des Vaters in Vault 101 die Arbeiten zum Erliegen kamen. Seit seiner Flucht aus der Vault versucht der Vater des Spielercharakters, das Projekt wieder aufleben zu lassen und zu Ende zu führen. Aufzeichnungen seines Vaters geben dem Spielercharakter den Hinweis, dass es für eine erfolgreiche Durchführung eines „G.E.E.K.-Moduls“ („Garten-Eden-Erstellungs-Kit“, s. a. die Handlung zu Fallout 2) bedarf, von dem er eines im nahegelegenen Vault 112 vermutet. Deren Bewohner stellen sich als Gefangene einer virtuellen Welt namens Tranquillity Lane heraus, in deren Bann sich auch der Vater des Spielercharakters mittlerweile befindet.

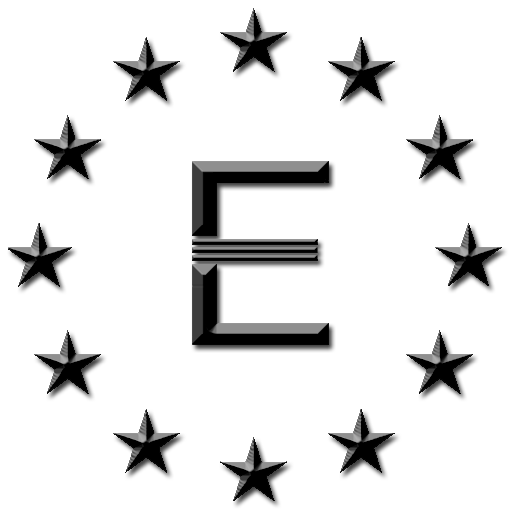
Emblem der Enklave

Nach der erfolgreichen Befreiung gelingt es Vater und Kind auch ohne G.E.E.K.-Modul mit Unterstützung von Wissenschaftlern aus Rivet City erste Reparaturarbeiten an Project Purity durchzuführen. Die Wiederaufnahme der Arbeiten ruft jedoch die Truppen der Enklave, der Nachfolgeorganisation der ehemaligen US-Regierung, auf den Plan. Ein Kommandotrupp überfällt die Einrichtung im Jefferson Memorial und die Enklave übernimmt die Kontrolle. Der Vater des Spielercharakters findet im Verlauf des Überfalls den Tod. Die Flucht des Hauptcharakters führt ihn zum Hauptquartier der Stählernen Bruderschaft, einer Gegenfraktion der Enklave. Hier erhält er einen entscheidenden Hinweis auf das gesuchte G.E.E.K.-Modul. Der Spielercharakter kann es schließlich aus der von Supermutanten schwer bewachten Vault 87 bergen, gerät dabei jedoch in die Gefangenschaft der Enklave. In deren Hauptquartier, dem ehemaligen Regierungsbunker Raven Rock, trifft der Spieler auf Enklave-Präsident John Henry Eden, der sich als sogenannter Z.A.X.-Supercomputer entpuppt. Von ihm erfährt er von den Plänen der Enklave, durch Project Purity und mithilfe einer modifizierten Form des FE-Virus (Forced Evolutionary Virus) jegliche Form von Mutation im Ödland auszulöschen. Die K.I. übergibt dem Spieler eine Dosis des Virus und gestattet ihm aus Raven Rock zu fliehen.
Der Spieler informiert die Stählerne Bruderschaft über die Pläne der Enklave, worauf diese mit dem Versuch einer Rückeroberung von Project Purity beginnt. Der Angriff gelingt mithilfe eines riesigen Kampfroboters namens Liberty Prime und der Spieler gelangt zusammen mit der weiblichen Wächterin Sarah Lyons in den Kontrollraum des Project Purity, wo es zur finalen Konfrontation mit dem militärischen Oberbefehlshaber der Enklave, Colonel Autumn kommt.
Da der Strahlungswert innerhalb der Kontrollzelle rund um den Wasserbehälter des Jefferson Memorials tödlich ist und die drohende Explosion des Aufbereiters aufgrund einer Überlastung nur durch eine Aktivierung verhindert werden kann, muss der Spieler eine schwerwiegende Entscheidung treffen, die gleichzeitig das Ende des Spiels markiert.
1. Der Spieler schickt die anwesende Sarah Lyons in die Kontrollzelle um den Einschaltcode einzugeben. Sarah kommt bei der Aktivierung ums Leben.
2. Der Spieler tut nichts, um die Überlastung aufzuhalten und stirbt bei der Explosion des Aufbereiters.
3. Der Spieler tritt in die Kontrollzelle, speist den FE-Virus in das Netzwerk ein, gibt den Startcode ein und stirbt an akuter Strahlenvergiftung. Durch das Virus stirbt ein Großteil der Bewohner des Ödlandes.
4. Der Spieler tritt in die Kontrollzelle, gibt den Code ein ohne zuvor das Virus einzuspeisen und stirbt ebenfalls an akuter Strahlenvergiftung.
5. Der Spieler schickt, falls vorhanden, den Begleiter Charon oder Fawkes in die Kontrollzelle, damit diese den Code eingeben. Sowohl Charon als auch Fawkes sind gegen Strahlung immun. Dieses Ende existiert nur bei vorheriger Installation des Add-ons Broken Steel.

In allen Fällen sieht man einen Abspann, der je nach Entscheidung leicht verändert ausfällt. Mit der Installation des Add-ons Broken Steel stirbt der Spieler in keinem der Fälle, sondern wird von der Bruderschaft in letzter Sekunde gerettet, erwacht in der Zitadelle und kann das Spiel nach Abspann fortsetzen, um eventuell verbliebene Nebenquests zu beenden. Bei dieser Änderung handelt es sich in erster Linie um eine nachträgliche Reaktion auf Kundenbeschwerden.

### Nebenquests
Neben der Hauptstory existieren zahlreiche Nebenquests, die dem Spieler Geld, Ausrüstung oder Kontakte einbringen und sich in ihrer Komplexität und ihrem Umfang stark unterscheiden. Die größten Nebenquests im Hauptspiel sind „Das Ödland-Überlebenshandbuch“ und die Big-Town-Questreihe.

## Spielprinzip

### Allgemeines
Der als Tutorial angelegte Spieleinstieg ermöglicht dem Spieler, einen individuellen Spielcharakter zu erstellen. Unter anderem legt er hier sein Geschlecht, sein Aussehen, seine Charakterwerte gemäß dem serientypischen S.P.E.C.I.A.L.-System (Stärke, Wahrnehmung, Ausdauer, Charisma, Intelligenz, Beweglichkeit und Glück) sowie seine anfänglichen Fertigkeiten in verschiedenen Bereichen (Waffen, Computer etc.) fest.
Fallout 3 unterstützt sowohl die Ego-Perspektive als auch die Third-Person-Perspektive. Das Spiel ist in einer frei begehbaren Welt angesiedelt und enthält viele rollenspieltypische Eigenschaften. Mit jeder erfüllten Aufgabe oder gewonnenem Kampf erhält der Spieler Erfahrungspunkte, welche zum Stufenaufstieg benötigt werden. Ist ein solcher Stufenaufstieg (maximal 20 Stufen, durch das Add-on Broken Steel auf 30 erhöht) erreicht, bekommt der Spieler die Möglichkeit, mit einer begrenzten Anzahl von Fertigkeitspunkten insgesamt 13 verschiedene Fertigkeiten wie Medizin, Schleichen, Sprache oder verschiedene Waffenfertigkeiten zu verbessern und kann zusätzlich sogenannte „Perks“ freischalten, welche dem Spieler noch zusätzliche Möglichkeiten zur Gestaltung seines Charakters geben. Zudem kann der Charakter nur ein bestimmtes Gewicht an Gegenständen mitführen. Mithilfe des sogenannten Pip-Boy 3000 ist der Spieler in der Lage, bereits entdeckte Orte im Spiel per Schnellreisefunktion erneut zu besuchen. Der Pip-Boy dient außerdem als Questlog und Informationsquelle zu Erfahrungspunkten, mitgeführten Gegenständen und dem Schweregrad der ionisierenden Strahlendosis.
Neben den typischen Eigenschaften eines Rollenspiels kann der Charakter außerdem Drogen zu sich nehmen, damit sich einige Fähigkeiten kurzzeitig verbessern, doch durch zu häufige Einnahme kann er auch abhängig werden. Durch die Entzugserscheinungen verschlechtern sich wiederum die Charaktereigenschaften, in dem Fall muss man entweder mehr von der Droge einnehmen oder sich von einem Arzt heilen lassen. Auch nutzen sich die im Spiel gefundenen Gegenstände wie Waffen und Rüstungen ab, was eine regelmäßige Reparatur durch den Spieler selbst oder durch Händler erfordert.
Eine zusätzliche Rolle nimmt das Karma des Charakters im Spiel ein. Das Karma bestimmt, wie sich Nicht-Spieler-Charaktere gegenüber dem Spieler verhalten. Durch gute Taten im Spiel gewinnt man in der Welt von Fallout 3 ein hohes Ansehen, was sich meist positiv auf die Gesprächsmöglichkeiten im Spiel auswirkt. Durch negatives Handeln reagieren die Nicht-Spieler-Charaktere aggressiv, ängstlich oder verstört.

### V.A.T.S.
Im Spiel enthalten ist außerdem das V.A.T.S. (Vault-Tec Assisted Targeting System). Durch das Aktivieren dieses Systems wird der gerade stattfindende Kampf pausiert und der Spieler kann Körperteile oder Waffe eines Gegners auswählen, um diese durch gezielten Beschuss auszuschalten bzw. einzuschränken (im Spiel „verkrüppeln“ genannt), was dem Spieler einen strategischen Vorteil einbringt. Diese gezielten Schäden können auch dem Spieler selbst zugefügt werden. Das V.A.T.S. ist der Versuch, die taktische Tiefe der rundenbasierten Kämpfe in Fallout 1 und 2 in die Echtzeit-Egoperspektive von Fallout 3 zu übertragen.

### Kommunikation und Handlungsfreiheit
Der Spieler hat die Möglichkeit, während Gesprächen mit Personen seine Aussagen frei zu wählen und somit deren Verlauf zu bestimmen. So kann er z. B. durch die Eigenschaft „Sprache“ den Gesprächspartner besonders beeinflussen bzw. überzeugen.
Die Nebenquests in Fallout 3 können aufgrund der Handlungsfreiheit im Spiel je nachdem wie der Spieler es für richtig hält ausgehen. Meist bekommt der Spieler einen Auftrag und kann für oder gegen den Auftraggeber arbeiten. Oftmals beeinflusst eine Nebenquest eine andere, bestes Beispiel dafür ist die Nebenquest „Die Kraft des Atoms“ in der man entweder die ungezündete Atombombe in Megatons Mitte entschärft, oder für Mr. Burke, Mr. Tenpennys rechte Hand, arbeitet. In der zweiten Variante soll der Spieler eine Sprengladung an der Bombe anbringen, zum Tenpenny Tower reisen, einer Art Hotel im Ödland, der weit genug entfernt ist, und die Bombe zünden, welche in einer spektakulären Explosion die Stadt zerstört, wodurch einige Nebenquests enden, bzw. verändert werden.

### Waffen
Obwohl das Spiel vom Aussehen her eher an die späten 50er-Jahre erinnert, existieren sowohl konventionelle als auch futuristische Waffen, die in fünf Kategorien (Waffenlos, Nahkampf, Kleine Waffen, Große Waffen, Energiewaffen) unterteilt sind. Der Spieler kann sich für ein simples Luftgewehr oder auch für einen modernen Alienblaster entscheiden. Außerdem kann sich der Spieler schwere Waffen wie einen Raketenwerfer aneignen. Mit dem Add-on Broken Steel werden zusätzlich neue Waffen wie die Teslakanone hinzugefügt, welche jedoch in der deutschen Version zensiert wurde. Im Weiteren enthält das Spiel Handwaffen wie Pistolen, Baseballschläger oder Schlagringe. Der Spieler kann außerdem besondere Baupläne finden oder kaufen. Bei diesen Bauplänen handelt es sich um Anleitungen zum Bau von Minen, Granaten sowie diversen Nahkampf- und Schusswaffen. Diese werden aus Gegenständen wie Lunchboxen, Krücken und Motorradtanks zusammengebaut, welche der Spieler auf seinem Weg durch das Ödland bei Gegnern, aber auch an vielen zufälligen Stellen findet. Der Eigenbau ist um einiges preiswerter als fertig montierte Exemplare zu kaufen oder auch einfacher als nach ihnen in der 50 km² großen Welt zu suchen.
Alle Waffen nutzen sich beim Einsatz ab und müssen regelmäßig repariert werden.

### Rüstungen
Die Welt von Fallout bietet eine Vielzahl persönlicher Schutzausrüstungen und Kleidungen, die von simplen Vorkriegs-Bekleidungen (mit sehr geringem Schutz) bis hin zur nukleargetrieben Powerrüstung, einer Art gepanzertem Exoskelett, reichen. Viele Bekleidungsstücke haben Auswirkungen auf bestimmte Charakterwerte. So erhöht eine Powerrüstung die Stärke, schränkt aber die Beweglichkeit ein.
Rüstungen werden durch Treffer beschädigt und schließlich zerstört, wenn sie nicht regelmäßig repariert werden. Die Ausnahme hierbei bieten drei Powerrüstungen die nicht repariert werden müssen.
Die genannten Powerrüstungen können jedoch nur durch ein Training, das gegen Ende der Hauptmissionen abgeschlossen wird, getragen werden. Somit sind sie nur zu gebrauchen, falls Erweiterungen gekauft werden, da nur diese die Geschichte weiterführen.

## Spielwelt
Die Welt von Fallout wird von einer reichhaltigen Fauna und zahllosen NPCs bevölkert. Während die Fauna dem Spieler fast durchgängig feindlich gesinnt ist (die mutierten Kühe, sogenannte „Brahmins“ ausgenommen), können NPCs je nach Fraktion freundlich oder feindlich gesinnt sein. Sie unterscheiden sich in Zahl, Aussehen, Ausrüstung und Ziel, vom simplen Reisenden bis zum schwer bewaffneten Straßenkrieger ist alles dabei. Die Mehrzahl der NPCs im Ödland ist dem Spieler allerdings feindlich gesinnt.

### Die Siedler
Die Siedler des Ödlandes leben in verschiedenen verstreuten Siedlungen wie Megaton, Canterbury Commons oder Rivet City und sind dem Spieler je nach seinem Verhalten unterschiedlich gesinnt – von feindlich bis freundlich ist alles dabei.
Eine Besonderheit ist die Siedlung Little Lamplight’s, die ausschließlich von Kindern bewohnt wird. Diese Kinder sind die Nachfahren der Menschen, die zum Zeitpunkt des nuklearen Angriffs die Höhlen besuchten und bauten sich nach dem Tod oder Verschwinden aller Erwachsenen mit der Zeit eine wohlorganisierte – aber trotzdem anarchistische – Gesellschaft auf. Die über 16-Jährigen, welche nach ihrem Geburtstag aus der Gemeinschaft ausgeschlossen werden, ziehen zumeist nach Big Town, wo sie ihr weiteres Leben verbringen – sofern sie nicht von Supermutanten oder Sklavenhändlern einkassiert werden. „Big Trouble in Big Town“ ist eine Nebenquest des Spiels, in der der Spieler die permanente Bedrohung der Stadt beenden kann.
Die Siedler züchten in ihren Siedlungen Brahmins, riesige, zweiköpfige Kühe, die den Ödländern als Nahrungsquelle und Transportmittel dienen. Auch Hunde kommen gelegentlich vor.

### Ghule
Ghule sind Menschen, die trotz tödlicher radioaktiver Verstrahlung nicht gestorben sind – stattdessen hat sich ihr Körper verändert. Optisch sind sie das Fallout-Gegenstück zu Zombies. Sie sehen aus wie wandelnde Leichen und sind zum Teil über 200 Jahre alt, sind also „Überlebende“ des Großen Krieges von 2077. Das typische langfristige Schicksal eines Ghuls besteht darin, sich durch immer höhere Strahlenbelastung in einen „Wilden“ zu verwandeln – einen „richtigen“ Zombie, der auf alles losgeht, was ihm begegnet (außer anderen Ghulen) – es sei denn, er findet einen Ort, der nicht strahlt und an dem er bleiben kann. Die Ghule, die dieses Schicksal noch nicht ereilt hat, werden von anderen Menschen meist herablassend behandelt, daher haben die meisten sich in eine eigene Siedlung zurückgezogen, in der der Spieler wie in jeder anderen Hauptsiedlung handeln und schlafen kann.

### Oasis
Die selbsternannten Hüter des Hains wachen über ihre „Gottheit“, einem bereits in Fallout 1 und 2 vorkommenden Ghul namens Harold, dem ein Baum namens „Bob“ aus dem Kopf wuchs und der im Ödland „festgewachsen“ ist. Seitdem hat Bob seine Schösslinge weit über die Grenzen Oasis’ hinaus etabliert, was auf eine baldige Begrünung des Ödlands hoffen lässt. In Oasis ist eine der Nebenquests des Spiels zu finden. Harold – seines unbeweglichen Daseins überdrüssig und schwer depressiv – bittet den Spieler, ihn zu töten. Tut man dies, indem man ihn in Flammen setzt, statt nur sein Herz zu zerstören, werden die Hüter feindselig.

### Wilde Ghule
Wilde Ghule sind eher Tiere als Menschen. Ihr Gehirn ist durch radioaktive Strahlung dermaßen zerstört, dass sie nur noch zu primitiven Aktionen fähig sind und alles angreifen, was in ihre Wahrnehmung gelangt (andere Ghule ausgenommen). Wilde Ghule existieren in verschiedenen Ausführungen und bevölkern vor allem die unterirdischen Anlagen im Ödland – Metrotunnel, Abwasserkanäle, Höhlen – und die tieferen Bereiche von Ruinen. Eine besonders bösartige Abart der wilden Ghule sind die sogenannten „Leuchtenden“ – wandelnde Strahlungsleiter, die mit radioaktiver Strahlung um sich werfen können. Am schlimmsten sind jedoch „wilde plündernde Ghule“ – die extrem schadensresistent sind und auch viel Schaden verursachen.

### Tiere
Die mutierten Tiere des Ödlandes, welche zumeist an dem Kürzel „RAD-“ vor ihrem Namen erkennbar sind, betrachten den Spieler durchgängig als Snack für Zwischendurch. Die vergleichsweise Schwächsten unter ihnen sind die RAD-Kakerlaken. Ihnen folgen die RAD-Blähfliegen und die RAD-Skorpione (Die RAD-Skorpione teilen sich untereinander noch in normale, Riesen- und Albinoskorpione auf). Außerdem existieren noch Kreuzungen zwischen Maulwürfen und Ratten (sog. Maulwurfsratten) und Abkömmlinge des Schwarzbären, welche Yao Guai genannt werden. Außerdem gibt es noch Mutationen von Krebsen, sogenannte Mirelurks, welche sich sogar in primitiven Clan-Zusammenschlüssen organisieren. Eine bemerkenswerte Unterart von ihnen stellen die Nuka-Lurks in den Nuka-Cola-Fabrikhallen dar.
Die weitaus gefährlichste Kreatur im Ödland der Hauptstadt ist die Todeskralle, die durch Genexperimente an Dreihornchamäleons entstanden ist – groß, zäh, schnell, stark und im Nahkampf extrem tödlich.

## Gruppierungen
In Fallout 3 gibt es verschiedene Gruppierungen, denen sich der Spieler teils anschließen kann. Einige Gruppierungen sind ihm gegenüber generell feindlich gesinnt, andere können durch das Verhalten des Spielers feindlich werden. Eine Hauptrolle im Verlauf der Handlung spielen die aus den Vorgängern bekannte Enklave als Nachfolge der US-Regierung und der techno-religiöse Ritterorden der Stählernen Bruderschaft. Die Bruderschaft hat sich dabei im Bereich Washington in zwei Untergruppierungen aufgespalten. Die Hauptgruppe um ihren Anführer, dem Ältesten Lyons, befindet sich in einem erbitterten Krieg gegen die Supermutanten. Die Splittergruppe der Ausgestoßenen hat die Gemeinschaft hingegen im Streit verlassen und konzentriert sich auf die Hauptziele der Bruderschaft, das ausschließliche Bergen von Technologie. Die Unterfraktionen stehen sich feindlich gegenüber. Daneben bestimmen kriminelle Raider-Banden und weitere lokale Gruppierungen das Leben rund um die Hauptstadt Washington.

### Die Regulatoren
Die Regulatoren haben sich der Gerechtigkeit und der Ordnung verschrieben. Sie machen Jagd auf Mörder und andere Verbrecher, um das Ödland – soweit möglich – sicher zu machen. Vergleichbar sind sie mit Sheriffs und Texas-Rangern. Schlägt der Spieler den bösen Weg ein und überschreitet sein Karma einen bestimmten negativen Wert, machen die Regulatoren Jagd auf ihn. Mit der Spezialfähigkeit „Gesetzesbringer“ kann man sich ihnen ab Level 14 anschließen.

### Reillys Ranger
Reillys Ranger sind eine kleine Söldnertruppe, die das Ödland kartografiert und die der Spieler in einer Nebenquest („Reillys Rangers“) retten kann. Nach erfolgreicher Rettung steht das Hauptquartier der Ranger dem Spieler als Stützpunkt zur Verfügung. Außerdem kann der Spieler sich zwischen einer „Minigun“ und der „Ranger Kampfrüstung“ entscheiden. Die Rüstung ist abgesehen von den beiden T51b Powerrüstungen die beste im Spiel.

### Supermutanten
Supermutanten waren ehemals Menschen, die durch Experimente mit dem sogenannten „Forced Evolutionary Virus“ in der Vault 87 zu zwei Meter großen, grünhäutigen Hünen mutierten. Sie besitzen eine gewisse Restintelligenz und sind dem Spieler bis auf zwei Ausnahmen grundsätzlich feindlich gesonnen. (Einen gefangenen Supermutanten namens Fawkes kann der Spieler aus seinem Gefängnis befreien und ihn als Begleiter aufnehmen, der andere namens Onkel Leo wandert durch das Ödland). Ihre Gesellschaftsstruktur – sofern man diese so nennen kann – ist stark hierarchisch geprägt. Frei nach dem Motto: „Der Stärkere überlebt“. Supermutanten machen Jagd auf normale Menschen, um sie mit „grünem Zeug“ – dem FE-Virus – zu kontaminieren und so in neue Supermutanten zu verwandeln. Supermutanten selbst sind unfruchtbar und können sich nicht fortpflanzen.
Art und Stärke der Supermutanten lassen sich, wie bei vielen Gegnern in Fallout 3, anhand ihrer Bezeichnung erkennen. So teilt man die Supermutanten in „normale“, Supermutantenbiester, Herren der Supermutanten, Supermutantenüberlords, die erst nach der Installation des Add-ons Broken Steel in Erscheinung treten, und Supermutantenbehemoths.

### Talon Company
Die Talon Company ist das genaue Gegenteil zu Reilys Rangern und den Regulatoren – schießwütige Söldner, denen kein Job zu schmutzig ist. Schlägt der Spieler den guten Weg ein und überschreitet sein Karma einen gewissen positiven Wert, wird er von Killerkommandos der Talon Company gejagt.

### Sklavenhändler
Die Sklavenhändler jagen Menschen, um sie als Sklaven zu verkaufen. Sie treten zwar als eigenständige Fraktion auf, man begegnet ihnen aber nur in gescripteten Ereignissen oder in ihrer Hauptbasis Paradise Falls – je nach Gesinnung kann man mit ihnen handeln (sogar Sklaven) oder sie bekämpfen.

## Entwicklung

### Interplay Entertainment

Logo zu Interplays Van-Buren-Projekt

Versuche einer Fortführung von Fallout 2 wurden bereits von den Black Isle Studios unternommen. Das zu Interplay Entertainment gehörende Studio arbeitete nach Veröffentlichung von Icewind Dale II unter dem Arbeitstitel Van Buren an einem Nachfolger. Aufgrund finanzieller Probleme Interplays und eines Strategiewechsels im Management wurden die Entwicklungen jedoch kurz vor Vollendung eingestellt und letztlich alle Rechte an der Lizenz Fallout für 5,75 Millionen US-Dollar an Bethesda Softworks verkauft.
In einem Interview sagte Leonard Boyarsky, ehemaliger Art Director des ersten Fallout-Titels und Mitgründer von Troika Games, zu dem Verkauf der Fallout-Rechte an Bethesda Softworks Folgendes:

“To be perfectly honest, I was extremely disappointed that we did not get the chance to make the next Fallout game. This has nothing to do with Bethesda, it’s just that we’ve always felt that Fallout was ours and it was just a technicality that Interplay happened to own it. It sort of felt as if our child had been sold to the highest bidder, and we had to just sit by and watch. Since I have absolutely no idea what their plans are, I can’t comment on whether I think they’re going in the right direction with it or not.”

„Um ganz ehrlich zu sein, war ich sehr enttäuscht darüber, dass wir nicht die Chance bekommen haben, das nächste Fallout zu machen. Das hat nichts mit Bethesda zu tun, es ist nur, dass Fallout unserem Empfinden nach immer uns gehörte und es eine rein zufällige technische Formalität war, dass es im Besitz von Interplay war. Es hat sich in etwa so angefühlt, als wäre unser Kind an den Höchstbietenden verkauft worden und wir konnten nur dasitzen und zugucken. Und da ich absolut keine Idee habe, was sie vorhaben, kann ich nicht kommentieren, ob sie damit in die richtige Richtung gehen oder nicht.“

### Bethesda Softworks
Bethesda Softworks gab im Juli 2004 bekannt, die Arbeiten an Fallout 3 begonnen zu haben, allerdings begann der praktische Teil der Programmierung erst nach der Veröffentlichung ihres damaligen Projekts The Elder Scrolls IV: Oblivion, dessen Plugins und der Erweiterung Shivering Isles. Bethesda verwendete für die Entwicklung von Fallout 3 weder Teile des „Van-Buren“-Codes noch irgendwelches anderes Material, das zuvor von den Black Isle Studios entwickelt worden war. Man entschied sich, das Endprodukt Fallout 3 nahe an den beiden Vorgängern zu halten, mit dem Fokus auf einem nichtlinearen Gameplay, einer guten Story und schwarzem Humor. Bethesda entschloss sich, das Spiel für ein erwachsenes Publikum zu entwickeln und seine Inhalte ebenfalls diesem Publikum entsprechend anzugleichen, um den Vorgängern ebenfalls sehr nahezukommen. Ähnlich wie bei den Vorgängern entschieden sich die Entwickler, Witze und Anspielungen in den Spielfluss zu integrieren, die beim Spieler den Eindruck bekräftigen, dass es sich bei dem Fallout-Universum um eine fiktive Zukunft handelt.
Im Februar 2007 fing Bethesda mit der Pressearbeit zu Fallout 3 an und veröffentlichte folgendes Statement zum Voranschreiten der Entwicklung: „a fairly good ways away from release“ (noch ein gutes Stück von der Veröffentlichung entfernt). In diesem Statement gab Bethesda außerdem bekannt, im Laufe des Jahres sei mit erstem Material zu rechnen. Außerdem sei Fallout 3 ein plattformübergreifendes Projekt geworden. Die Webseite Game Informer listete das Spiel seitdem für die Xbox 360, PlayStation 3 und den PC. Am 2. Mai 2007 ging eine Teaser-Seite zu Fallout 3 online. Diese Internetseite enthielt neben Musik aus dem neuen Spiel und einigen Concept-Art-Bildern auch einen Countdown, der am 5. Juni 2007 endete. Als der Countdown endete, war auf der Internetseite der erste Trailer zu Fallout 3 zu sehen und ein vorläufiger Veröffentlichungstermin: „Herbst 2008“. Fallout 3 erreichte laut Entwickler Bethesda am 9. Oktober 2008 den Gold-Status und hielt sich somit ohne weitere Verzögerungen an den angekündigten Veröffentlichungstermin.
Ebenfalls im Mai 2007 veröffentlichte Bethesda die erste Technologie-Demo der Fallout-3-Engine, die auf der ebenfalls in The Elder Scrolls IV: Oblivion verwendeten Game-Engine Gamebryo von der Gruppe Emergent Game Technologies basiert. Auch die in Oblivion eingeführte Radiant AI zur Kontrolle des NPC-Verhaltens wurde übernommen und ausgebaut. So beherrscht das System gegenüber Oblivion mehr Verhaltensweisen und kann NPCs anweisen, mit bestimmten Gegenständen innerhalb eines festgelegten Bereichs zu interagieren. Innerhalb des Spiels sorgt es beispielsweise dafür, dass NPCs essen, schlafen und bestimmten Tätigkeiten nachgehen, und kontrolliert beispielsweise die durch das Ödland ziehenden Händler-Karawanen.
In einem Podcast des Official Xbox Magazine, das einen der Gamedesigner, Todd Howard, interviewte, gab dieser bekannt, der Umfang der Welt sei in etwa mit dem von Oblivion zu vergleichen. Ursprünglich waren laut Howard zwölf Final Cutscenes geplant, aber mit weiterer Entwicklung an Fallout 3 kam man zu ca. 200 möglichen Enden, allen möglichen Entscheidungen, die vom Spieler getroffen werden können, mit einberechnet.
Bethesda Softworks entschied sich zur E3 2008 eine erste, für die Xbox 360 entwickelte, Live-Demo einem öffentlichen Publikum vorzustellen. Designer Todd Howard zeigte ein für die Demo speziell entwickeltes Szenario im Zentrum von Washington, D.C. Howard stellte einige im Spiel enthaltene Waffen vor, unter anderem den „Fat Man“, ein Katapult, das Mini-Atombomben verschießen kann. Außerdem wurde das V.A.T.S.-System das erste Mal präsentiert. Die Demo zeigte einen Kampf mit einer Enklave-Truppe, nahe dem von der Stählernen Bruderschaft kontrollierten Pentagon. Howard gab außerdem bekannt, dass weitere Download-Inhalte für den PC und die Xbox 360 erscheinen würden. Die PlayStation-3-Version des Spiels sei hiervon ausgeschlossen. Allerdings gab Bethesda Softworks am 19. Mai 2009 bekannt, dass man die bereits vorher für Xbox 360 und PC erschienenen Download-Inhalte nun auch für die PS3 veröffentlichen wolle und an zwei weiteren Download-Inhalten für alle Versionen arbeite.

### Veröffentlichungen
Das Spiel wurde am 28. Oktober 2008 in den USA und am 31. Oktober 2008 in Europa veröffentlicht.
Am 27. Januar 2009 und am 24. März 2009 wurden die beiden Add-ons Operation Anchorage und The Pitt zum Download über Xbox Live und Games for Windows – Live veröffentlicht. Beide bestehen aus jeweils etwa vier bis fünf Stunden Gameplay ohne die Haupthandlung des Spiels zu beeinflussen.
Ein weiteres Add-on, Broken Steel, erschien am 7. Mai 2009 und führt die Haupthandlung fort.
Am 19. Mai 2009 kündigte Bethesda Softworks zwei neue Download-Episoden zu Fallout 3 an, Point Lookout und Mothership Zeta. Point Lookout spielt in einer riesigen Sumpflandschaft, während Mothership Zeta auf einem außerirdischen Raumschiff spielt, in das der Spieler entführt wurde und das er mit einigen Mitgefangenen erforscht.
Am 15. Oktober 2009 erschien die Game-of-the-Year-Edition von Fallout 3, die das Originalspiel sowie alle Add-ons enthält und auch über den normalen Handel erhältlich ist.

### Änderungen in der deutschen Version
In allen Versionen wurden die Namen von real existierenden Drogen wie Morphin (wurde zu Med-X) durch Fantasienamen ersetzt. Die Unterhaltungssoftware Selbstkontrolle vergab keine Jugendfreigabe. In der geschnittenen deutschen Version gab es keine platzenden oder abtrennbaren Körperteile. Auch Roboter explodierten/implodierten nicht. Außerdem sollte in der deutschen Version die Quest „Die Kraft des Atoms“ entfernt werden, da man in dieser Quest die Stadt Megaton mit einer Atombombe zerstören kann. Die Quest wurde aber lediglich aus der japanischen Version des Spiels entfernt, in allen anderen Versionen ist sie weiterhin enthalten. Die ungeschnittene europäische Fassung war bis zum 26. Februar 2016 auf dem Index.

### Synchronsprecher
Die deutsche Vertonung wurde vom M&S Music Tonstudio GmbH in Offenbach übernommen.
| Rolle               | Englischer Sprecher | Deutscher Sprecher |
| ------------------- | ------------------- | ------------------ |
| Erzähler            | Ron Perlman         | Tilo Schmitz       |
| James               | Liam Neeson         | Bernd Rumpf        |
| Mr. Burke           | Wes Johnson         | Aart Veder         |
| Lucas Simms         | Greg Williams       | Michael Lucke      |
| Präsident John Eden | Malcolm McDowell    | Christian Mey      |
| Roboter Butler      | Stephen Russell     | Helmut Winkelmann  |
| Amata Almodovar     | Odette Yustman      |                    |
| Elder Owyn Lyons    | William Bassett     |                    |
| Stanislaus Braun    | Dee Bradley Baker   |                    |
| Three Dog           | Erik Dellums        | Erik Borner        |
| Butch               | Craig Sechler       | Torsten Sense      |
| Crazy Wolfgang      | Craig Sechler       | Torsten Sense      |
| Chief Harkness      | Craig Sechler       | Torsten Sense      |
| Diverse             | Jeff Baker          | Michael Deckner    |

## Erweiterungen
Für Fallout 3 sind mehrere Erweiterungen als Download Content erhältlich. In der „Game-of-the-Year-Edition“ liegen sie auf DVD-ROM bei.

### The G.E.C.K.
The G.E.C.K. (Garden Eden Creation Kit), deutsch: G.E.E.K. (Garten Eden Erstellungs-Kit), ist der offizielle Editor für Fallout 3 und verfügbar für die Windows-Version des Spiels. Er wurde Ende 2008 veröffentlicht und ist auf der offiziellen Fallout-3-Website kostenfrei erhältlich.

### Operation: Anchorage

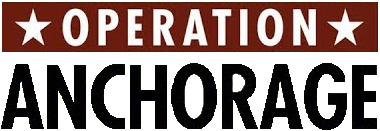
Logo von Operation Anchorage

Operation: Anchorage ist die erste Erweiterung für Fallout 3. Wenn die Erweiterung installiert ist, können Spieler jeder Charakterstufe sie außerhalb von Vault 101 starten. Nach Verlassen der Vault erscheint die Meldung „Neues Signal empfangen“ und der Spieler kann die Quest damit jederzeit anwählen und starten.
Der Spieler kommt zu einem Außenposten der Ausgestoßenen der Stählernen Bruderschaft. Diese versuchen, in einem alten Vorkriegsbunker eine Waffenkammer zu öffnen, um die darin lagernden Ausrüstungsgegenstände, Waffen und Technologien zu bergen und für die Zukunft der Menschheit zu erhalten. Die Kammer lässt sich jedoch nur öffnen, wenn jemand, der einen Pip-Boy als elektronische Schnittstelle trägt, in einer virtuellen Realität mithilfe einer Simulationseinheit eine mehrteilige Aufgabe absolviert. Da der Spieler über einen Pip-Boy verfügt, wird er dafür ausgewählt. Die Simulation wurde vor dem großen Atomkrieg im Jahre 2077 entwickelt, damit amerikanische Soldaten in ihr virtuell die Befreiung des zuvor von den Chinesen besetzten Alaskas trainieren konnten. In einer linearen Ego-Shooter-Simulation wird der Kampf um Anchorage im Zuge der Befreiung Alaskas gezeigt. Darüber hinaus kann der Spieler in den Besitz einiger neuer und einzigartiger Waffen und Ausrüstungsgegenstände gelangen.
Die Simulation muss abgeschlossen werden, bevor der Spieler wieder in die reale Welt zurückkehren und seine Belohnungen aus der dann geöffneten Waffenkammer entnehmen kann.

### The Pitt

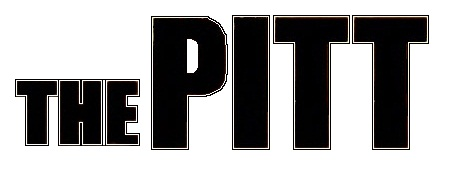
Logo der Erweiterung The Pitt

Die Erweiterung The Pitt führt den Spieler in die Industriestadt Pittsburgh. Sobald das Spiel mit installierter Erweiterung gestartet wird, empfängt der Spieler ein Notrufsignal des entflohenen vermeintlichen Sklaven Wernher, das ihn an den nördlichen Rand der Karte führt, wo eine Gruppe von Sklavenhändlern rastet. Wernher erzählt dem Spieler von einem Heilmittel gegen Mutationen, das Ishmael Ashur, Herrscher von Pittsburgh und ehemaliges Mitglied der Stählernen Bruderschaft, entwickelt haben soll. Wernher verspricht dem Spieler, die Erkenntnisse zur Herstellung des Heilmittels mit ihm zu teilen, wenn der Spieler im Gegenzug dafür die Sklaven von Pittsburgh aus der Herrschaft Ashurs und seiner Raider-Armee befreit. Der Spieler macht sich also auf den Weg nach Pittsburgh, um sich – getarnt als Sklave – Zutritt zur Stadt zu verschaffen und die Sklaverei in Pittsburgh zu beenden oder wahlweise Ashur dabei zu unterstützen, den Sklavenaufstand niederzuschlagen. Neben der Hauptquest hat der Spieler die Möglichkeit, wahlweise einige Nebenquests zu absolvieren, um in den Besitz einiger einzigartiger Ausrüstungsgegenstände und Waffen zu gelangen.
Der Spieler kann Pittsburgh erst wieder verlassen, wenn er die Hauptquest der Erweiterung vollständig absolviert hat. Nach erfolgreichem Abschluss der Erweiterung kann der Spieler jedoch jederzeit wieder nach Pittsburg zurückkehren, um sich im dortigen Stahlwerk aus Schrottteilen kostenlos Munition für seine Feuerwaffen herstellen zu lassen.

### Broken Steel

Logo der Erweiterung Broken Steel

Wenn der Spieler die Erweiterung Broken Steel installiert und aktiviert, wird die Geschichte von Fallout 3 nach dem Ende der letzten Hauptquest des Hauptspiels fortgesetzt. Broken Steel beinhaltet also ein alternatives Ende der Hauptgeschichte. Das Add-on muss vor Ende der regulären Hauptgeschichte installiert und aktiviert werden, damit dem Spieler bei der letzten zu treffenden Spielentscheidung der Hauptquest des Hauptspiels die zusätzlichen Spielentscheidungen angezeigt werden, die zu einer Fortsetzung der Geschichte führen. Trifft der Spieler dann die entsprechende Spielentscheidung, wacht der Spielercharakter zwei Wochen nach dem Ende der Hauptgeschichte aus einem Koma wieder auf, wird als Dank für seine bisher geleisteten Dienste um die Befreiung des Ödlands umgehend zum Mitglied der Stählernen Bruderschaft ernannt und erfüllt fortan Aufträge im Namen der Bruderschaft. Im Wesentlichen dienen die Aufträge dem Ziel, der Bruderschaft dabei zu helfen, die letzten großen Stützpunkte und Waffenplattformen der Enklave im Großraum Washington aufzuspüren und zu erobern oder zu vernichten sowie die restlichen noch verbliebenen Truppenverbände der Enklave zu vernichten.
Neben der umfangreichen Hauptquest bringt Broken Steel noch einige optionale Nebenquests mit, deren Art und Lösungsmöglichkeiten auch davon beeinflusst werden, welche konkreten Entscheidungen der Spieler bei der Lösung der letzten Hauptquest des Hauptspiels getroffen hat. Auch das Aussehen des Ödlands und seiner Bewohner sowie die Interaktionsmöglichkeiten des Spielers mit den Ödlandbewohnern hängen von den Spielentscheidungen dieser letzten Hauptquest des Hauptspiels ab. Im Rahmen von Broken Steel erhält der Spieler zusätzlich Zugang zu einigen neuen großen Kartengebieten, sowohl innerhalb als auch außerhalb der regulären Karte, zu denen der Spieler auch jederzeit wieder zurückkehren kann. Sofort ab der Aktivierung der Erweiterung tauchen darüber hinaus überall im Ödland neue Gegner-NPCs auf und es stehen einige neue Waffen und Rüstungen zur Verfügung. Des Weiteren wird sofort nach der Aktivierung der Erweiterung die maximale Levelgrenze der Charakterentwicklung von 20 auf 30 erhöht, sodass der Spieler die Fähigkeitswerte des Spielercharakters weiter erhöhen kann. Nach Beendigung der Hauptquest von Broken Steel endet das Spiel dann nicht, sondern der Spieler kann fortan in einer Art Endlosspiel beliebig weiter durch das Ödland streifen und auch noch eventuell noch nicht abgearbeitete Nebenquests des Hauptspiels und der installierten Erweiterungen absolvieren.

### Point Lookout

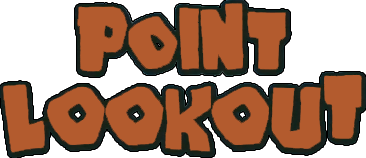
Logo der Erweiterung Point Lookout

Die vierte Erweiterung führt den Spieler nach Point Lookout, einem Küstenort mit Vergnügungspark und riesigen Sumpfgebieten, in denen es zahlreiche Orte zu entdecken gibt. Auch hier gibt es wie immer neue Waffen, Rüstungen und Gegner.
Wie bei Operation: Anchorage wird Point Lookout nach Verlassen von Vault 101 automatisch aktiviert.

### Mothership Zeta

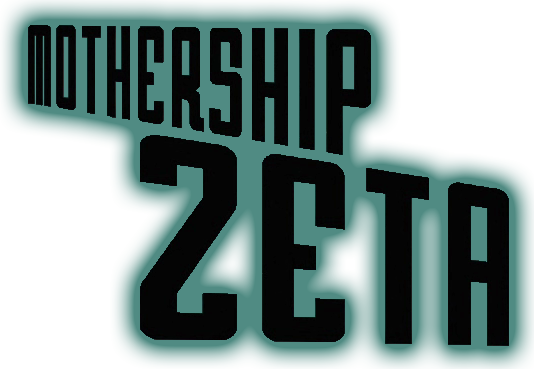
Logo der Erweiterung Mothership Zeta

Mothership Zeta ist die fünfte und letzte Erweiterung. Der Hauptcharakter fängt ein seltsames Radiosignal auf und wird daraufhin von Aliens in ihr Raumschiff entführt. Die Geschichte findet ausschließlich in einem außerirdischen Raumschiff statt. Diese Erweiterung ist in Spiellänge und Fokussierung auf Kampfhandlungen mit Operation: Anchorage vergleichbar. Wie bei Operation: Anchorage wird Mothership Zeta nach Verlassen von Vault 101 automatisch aktiviert.

## Rezeption

### Wertungen (PC-Version)
- Spieletipps 92 %[17]

„Unsagbar groß und komplex, postapokalyptisch düster und definitiv das beste PC-Rollenspiel 2008!“
- 4Players 87 %

„Ein episches Rollenspiel für Freunde postnuklearer Konflikte und Konsequenzen.“
- GameStar 93 % (Ausgabe 01/2009), Gold-Award für „Besondere Atmosphäre“ sowie „Spiel des Jahres 2008“.

„Die hochklassige, den Charakter des Vorgängers respektierende Wiedergeburt eines Kult-Klassikers in zeitgemäßer 3D-Grafik bei angemessener Spielzeit – was will die Spielerseele mehr?“
- PC Games 90 % (Ausgabe 01/2009)

„Bethesdas Werk hat mir so viele actionreiche, spannende, motivierende Stunden beschert, in so einer atmosphärischen, clever aufgebauten Welt, dass man schon unter Rollenspiel-Allergie leiden muss, um dabei keinen Spaß zu empfinden.“
- PC Action 90 % (Ausgabe 12/2008)

„Ein einzigartiges, stimmiges Rollenspielerlebnis: herrlich böse und unsagbar komplex.“
- Computer Bild Spiele Note 1,39 (Ausgabe 01/2009)

„Die Spielgrafik [ist] eine absolute Wucht. […] Auch der spannende und mit zahlreichen Gags gespickte Spielablauf sucht in der Welt der Computerspiele seinesgleichen.“
- Games Aktuell 92 % (Ausgabe 11/2008)

„Detailverliebt, witzig, atmosphärisch – ich muss im Duden nachschlagen, denn für diesen Titel gehen mir die Superlative aus.“
- SFT Magazin Note 1,20 (Ausgabe 11/2008)

„Fallout 3 ist sehr komplex und umfangreich.“
- GamesTM 88 % (Ausgabe 12/2008)

„Trotz Macken ein Muss für alle Rollenspiel-Fans.“
- next2games 92 % (Ausgabe 11/2008)

„Fallout 3 ist der versprochene Blockbuster geworden.“

### Auszeichnungen
- Game Critics Awards
  - Bestes Ausstellungsstück 2008
  - Bestes Rollenspiel 2008
- Game Developers Choice Awards
  - Spiel des Jahres 2009
  - Bestes Drehbuch 2009
- MTV Game Awards
  - Game of The Year Award 2009
  - Feel the Magic Award 2009 für die Sprengung von Megaton City als beeindruckendste Szene in einem Videospiel
  - Living in a Box Award 2009 für den Pip-Boy 3000 als bestes Ingame-Item

Fallout 3 zählte 2011 zu den 80 Spielen, die nach einer öffentlichen Abstimmung im Smithsonian American Art Museum in der Ausstellung The Art of Video Games präsentiert wurden.

### Modifikationen
Aufgrund des mitgelieferten Editors existieren zahlreiche Modifikationen für Fallout 3, die von neuen Waffen und Rüstungen über zusätzliche Quests, neue Animationen bis hin zu kompletten Überarbeitungen des gesamten Spiels reichen.

## Folgeprojekte
Im Oktober 2010 erschien der von Obsidian Entertainment entwickelte Ableger Fallout: New Vegas. Viele Mitarbeiter Obsidians waren bereits für Black Isle Studios an der Entwicklung der Fallout-Titel Interplays beteiligt, einschließlich des eingestellten Projektes Van Buren. Dadurch flossen Teile der Designkonzepte für Van Buren in abgewandelter Form in die Entwicklung von Fallout: New Vegas und seiner Download-Erweiterungen mit ein. Die Handlung setzt vier Jahre nach den Ereignissen in Fallout 3 an und ist im Großraum des ehemaligen Las Vegas angesiedelt, das weniger stark unter dem Atomkrieg zu leiden hatte als die Küstengebiete. Das Spiel nutzt dieselbe Engine wie Fallout 3, stellt jedoch kein Add-on oder Sequel dar.

## Sonstiges
- Der Mini-Atombombenwerfer in Fallout 3 heißt „Fat Man“. Den gleichen Namen trug die Bombe, die über Nagasaki abgeworfen wurde. Aus diesem Grund wurde der Name dieser Waffe in der japanischen Version in „Nuka-Launcher“ abgeändert.
- Auf einem Schrottplatz in Fallout 3 ist ein Hund namens „Dogmeat“ zu finden. Dogmeat heißt auch Mel Gibsons Hund im Film Mad Max.
- Der Radiosprecher Three Dog von Galaxy News Radio in Fallout 3 spricht in der gleichen, verrückten Tonlage wie der Radiosprecher Angry Bob (Im englischen Original gesprochen von Iggy Pop), aus dem Film M.A.R.K. 13 – Hardware von 1990.
- In den Höhlen von Little Lamplight gibt es einen Bürgermeister namens RJ McCready. Ein versteckter Hinweis auf den Hauptcharakter des John-Carpenter-Films The Thing (1982).
- Die Nebenquest „Those!“ (in der deutschen Version „Formicula“) ist eine Hommage an den Film Formicula mit dem Originaltitel Them! von 1954.
- Das Fallout-3-Intro bedient sich wie seine Vorgänger der Zeile „Krieg, Krieg bleibt immer gleich“ (Original: „War … war never changes“), die ein Spiel der Fallout-Serie einleitet. Auch im Abspann dient sie als Schlusswort.
- Der Perk „Autobahn des Teufels“ bezieht sich auf den Song Highway to Hell von AC/DC.
- Sergeant RL-3, ein möglicher Begleiter, kommentiert Kämpfe häufig mit „Ich liebe den Geruch von Plasma am Morgen“ – dies ist eine Hommage an Apocalypse Now („Ich liebe den Geruch von Napalm am Morgen“).
- Die Kirche „Kinder des Atoms“ in Megaton ist eine Anspielung auf Rückkehr zum Planet der Affen, in diesem Film verehrt ein Kult eine intakte Atombombe.
- Im „Technischen Museum“ hängt die Flagge der USS Ebon-Atoll, die irrtümlich durch eigenes Feuer versenkt wurde – „Ebon“ bedeutet „schwarz wie Ebenholz“, Atoll bezeichnet ein Korallenriff, das ringförmige Inseln ausbildet – dies ist eine Anspielung auf Black Isle, das Entwicklerstudio von Fallout 1 und 2, die von Interplay „versenkt“ wurden.
- „Nuka-Cola“ ist die Fallout-Version von Coca-Cola, Erscheinungsbild der Flaschen und Verkaufsautomaten gleichen dem Design der 50er-Jahre. Sierra Petrovita in Girdershade ist abhängig von diesem Getränk – das originale Coca-Cola-Rezept beinhaltete geringe Mengen Kokain.
- Die Comicserie „Grognak der Barbar“ ist eine Anspielung auf Conan der Barbar.
- Das Sprengstoff-Trainingsbuch „Duck and Cover“ ist eine Anspielung auf den gleichnamigen Aufklärungsfilm der US-Zivilschutzbehörde von 1951.
- Im Geschichtsmuseum von D.C. kann man eine „Action-Abe-Actionfigur“ finden, die Abraham Lincoln nachempfunden ist.
- Der Supermutant und Begleiter Fawkes ist eine Anspielung auf den Film V wie Vendetta bzw. dessen Hauptfigur „V“. Im Film erhält diese ihren Namen durch die von ihm in einem Labor bewohnte Zelle V, und maskiert sich später mit einer Maske von Guy Fawkes. Der Supermutant Fawkes wird vom Spieler ebenfalls in Zelle V in einem Labor von Vault 87 gefunden. Zudem wurden sowohl V als auch Fawkes durch wissenschaftliche Experimente entstellt bzw. mutiert.
- Bei den für eine Quest zu findenden „Vorkriegsbüchern“ handelt es sich ausschließlich um Exemplare von Atlas Shrugged von Ayn Rand.